# 劉思惠
劉思惠（ ，1982年8月27日—），祖籍廣東，香港女歌手。她在加入歌手前，曾擔任模特兒，之後在2002年經模特兒公司加入英皇娛樂工作，2002年與同公司的鄭希怡及蔣雅文組成3T（英皇第二代三小花）推出《少女蝶》合輯EP入行。
其後由於星途不理想，已退出娛樂圏，據了解，她現時在中環地區，於Roger Vivier高級時裝店銷售員工作。到了2014年7月中，她被香港媒体拍到腹部隆起，估计怀有5个多月身孕，和圈外男友過著簡單生活，而過往曾在尖沙咀開時裝店，以及於中環夜場公關工作，但由於過程不理想而先後結業 。

## 唱片
- 2002年：少女蝶 （3T）

## 演出作品

### 拍攝MV
2002年
- 人來人往（陳奕迅）
- 爭氣（容祖兒）

2003年
- 第二世（謝霆鋒、容祖兒、3T）
- 与往事干杯（王傑）

2004年
- Girls（Boy'z）

### 電影
2002年
- 怪獸學園

2003年
- 千機變 飾 Maggie
- 戀上你的床 飾 「警告」女主持
- 大佬愛美麗 飾 如風
- 安娜與武林 飾 峨嵋大飛

2004年
- 新警察故事

2005年
- 神話 飾 Maggie

### 曾參與音樂會及演唱會列表
2002年
- 「三位一睇」音樂Show（紅磡海逸酒店）
- 3T帶動少女夢飛行音樂會（大學會堂）
- 英皇三週年慈善演唱會（香港紅磡體育館）

2003年
- 松日Twins廣州興奮演唱會（表演嘉賓）（廣州）
- 星Mobile「相」事偶像Show（香港會議展覽中心）

## 外部連結
- 劉思惠的Instagram帳戶
- 劉思惠在香港影庫上的簡介